# Memorial de los infiernos
Memorial de los infiernos es un libro escrito por el periodista argentino Julio Ardiles Gray publicado en 1972, en el que edita y ordena los testimonios orales textuales de la prostituta argentina Ruth Mary Kelly, presentada en el libro como «Ruth Mary: la prostituta». El libro consiste en el testimonio textual realizado por Kelly sobre su vida como prostituta, caracterizada por el abuso y la violencia familiar, institucional y psiquiátrico-policial. La obra hizo de Kelly una mujer conocida a nivel nacional y la impulsó a la militancia feminista y lésbica, formando parte de las primeras organizaciones LGBT y feministas de Argentina. Su mirada de la prostitución como «trabajo sexual» tuvo gran influencia en la organización sindical de las trabajadoras sexuales en la década de 1990 y el debate en el seno del feminismo, entre la postura abolicionista y la postura regulacionista de la prostitución.
La obra ha sido descripta como un libro de culto, mítico y atípico, que transcribe el pensamiento de una mujer de una lucidez excepcional en tiempos de la revolución sexual, sobre la violencia institucional, la supervivencia, el amor, los celos, el sexo y la vida, a partir de su trabajo como prostituta.

## Antecedentes
Hacia mediados de julio de 1971, el periodista Julio Ardiles Gray comenzó a publicar en el diario La Opinión de Buenos Aires, una serie de artículos denominada «Historias de vidas». Eran relatos tomados con grabador de personas de diferentes esferas sociales: obreros, habitantes de villas miserias, inmigrantes, migrantes internos, escritores, cantantes, etc. Por entonces el director del suplemento cultural del diario era el poeta Juan Gelman, quien tenía una inquietud similar.
Ardiles Gray cuenta en el prólogo del libro que «quería demostrar que la narración actual, a fuerza de buscar nuevas formas, estructuras alambicadas, había perdido algo muy importante: las huellas de la oralidad». El objetivo era entonces que los protagonistas contaran sus vidas en primera persona. Por entonces, Ardiles Gray había publicado en el diario una reseña sobre un libro francés, en el que Marguerite Duras entrevista a una prostituta francesa. Entre las personas que leyeron el artículo se encontraba Ruth Mary Kelly, una mujer de casi 50 años, que fue al diario para decirle al periodista que estaba en desacuerdo con muchos de los conceptos vertidos en ese artículo y que ella era una prostituta que podía relatarle su vivencia de vida, así como sus puntos de vista.
Así surgió el libro. El relato de Kelly era tan amplio y rico, que superó las 16 horas de grabación. Dice Ardiles Gray sobre el dramatismo de aquellas sesiones:

Las cosas no fueron nada fáciles. Muchas veces, Ruth Mary, la protagonista de este libro, debía abandonar el micrófono atormentada por los recuerdos. Otras veces, había una resistencia tal, que debíamos postergar la grabación.

## Contenido
El testimonio de Ruth Mary Kelly está fechado el 18 de febrero de 1972, cuando ella está próxima a cumplir 50 años, y está organizado en once capítulos: I. La sombra del padre; II. El viaje interminable; III. En el puerto; IV. Otras rutas, otros cielos; V. Los oficios honrados; VI. La mano en la mano; VII. Geografía del cuerpo; VIII. El desprecio;  IX. Historia de Horacio; X. La realidad y el sueño; XI. Con segura esperanza.

### I. La sombra del padre
El primer capítulo, titulado «La sombra del padre», reúne la memoria de Kelly sobre su infancia y adolescencia, su crianza en el conurbano bonaerense, en la década de 1920, en una familia de clase media, de origen irlandés y escocés, en donde se hablaba inglés y castellano. Abusada sexualmente por su padre, desde niña fue internada forzosamente en clínicas psiquiátricas, correccionales y colegios. Realizó sus estudios primarios en la Escuela Normal de Lomas de Zamora e inició sus estudios secundarios en el Colegio Británico, luego renombrado William Shakespeare, donde fue abusada sexualmente por su director y por su profesor de matemáticas. A los 14 años fue recluida durante nueve meses en un correccional para mujeres de Montevideo, donde eran generalizadas las relaciones sexuales entre las internas:

Allí pasé los nueve meses más terribles de mi vida. Aprendí de todo. Estaba en medio de lesbianas, ladronas, criminales y prostitutas.

Ya cumplidos los quince años, su padre la trae de regreso a Buenos Aires y la interna en la cárcel de Olmos, en La Plata, donde sufría reiterados castigos. Allí se enamoró platónicamente por primera vez de otra mujer. En 1941 es declarada «demente» e internada en Hospital Neuropsiquiátrico Braulio Aurelio Moyano, del que se escapaba sistemáticamente para volver a su casa. En su descargo Ruth declaró que su padre quería mantener relaciones sexuales con ella. Poco después la justicia le quitó la patria potestad a sus padres y fue puesta bajo supervisión estatal. 
De sus vivencias en los manicomios recuerda:

En las cárceles, en los sanatorios, en los hospicios, conocí lo que es el infierno. Lo que más me dolía era el desprecio que sentían por mi persona. Yo son cosas que imagino. Un médico me hizo una vez un tratamiento de shock cardiosólico. Me dieron dos inyecciones. Antes de entrar a la enfermería del manicomio, escuche que decía: “¡Para qué gastar pólvora en chimango, animal que no se come!”

También le aplicaron electroshocks, le aplicaban inyecciones de trementina y le colocaban chalecos de fuerza largos hasta los pies.

### II. El viaje interminable
Luego de apelar logró en 1946 que la justicia la revocara la declaración de insania. Por ese entonces tuvo, con un policía que conoció en una comisaría en la que había estado detenida, su primera relación sexual en un hotel alojamiento de Once, en la que se sintió usada y despreciada:

Esa noche del hotelucho del Once aprendí a que no tenían que usarme y si me usaban, no tenían que hacerlo gratis: debían pagar que es otra forma de humillación, el vuelto de la moneda. Creo que esa noche fue cuando me convertí en prostituta.

A los 22 años se casó con un trabajador de la Aduana, que al poco tiempo comenzó a celarla y golpearla. A los pocos meses se sentía profundamente angustiada y tuvo una crisis que la llevó a quemar la casa. Luego de unos días en Mar del Plata se mudaron a Catamarca en 1948 donde adoptaron informalmente a un bebé que anotaron como propio, con el nombre de Ricardo Pedro Oscar.
Unos meses después volvieron a Mar del Plata, pero debido a la falta de trabajo volvieron a mudarse sucesivamente a Necochea, Comodoro Rivadavia y Bariloche, en busca de empleo. Allí su esposo consiguió empleo como guardaparques, siendo trasladado en 1950 a Puerto Iguazú y poco después a Formosa. En 1952 se separó y dejó al niño con su esposo. Poco después quedó embarazada.

En esa época yo andaba metida en política. Vendía los diarios radicales. Cuando comenzó el peronismo, desde 1948 a 1953, fui partidaria de Eva Perón más que de Perón. Cuando ella murió dejé de ser peronista.

Comenzó a militar en el radicalismo y a vender sus periódicos, razón por la cual fue detenida y torturada con picana eléctrica por la policía, estando embarazada. Durante años planeó y preparó el asesinato de su torturador. Pocos meses después nació su hija. Con la Revolución Libertadora tomó contacto con el dirigente radical Miguel Ángel Zavala Ortiz, quien le consiguió empleo como traductora en el Correo. Poco después se entera de que su hija había sido anotada como hija de su esposo, quien a su vez transfirió la guarda de su hija a su padre, forzándola a darla también en adopción.

### III. En el puerto
El Correo la traslada a Bariloche, donde queda embarazada de su jefe. Acusada en su trabajo de vida deshonesta, renunció y se fue a Villa La Angostura, donde estaba su esposo y su hijo adoptivo, con el fin de reconciliarse. Pero él no quiso y volvió a Buenos Aires, donde volvió a ejercer la prostitución en el puerto, con los marineros estadounidenses y canadienses, aprovechando su conocimiento del inglés.

Es que no hay hombres más solos que la gente de mar... la prostituta se transforma en otra persona, se transforma en la mujer que han dejado allá lejos. Es lo que yo llamo la sustitución... Mientras hacen el amor, muchos clientes no lo hacen conmigo. Lo hacen con otra mujer. Por eso, cuando termina el orgasmo, muchos de esos clientes me miran como a una extraña. Algunos con rabia. Otros, con asco. Es como si volvieran de un sueño, de un letargo. Y mi presencia los incomoda. Entonces siento el desprecio.

### IV. Otras rutas, otros cielos
En 1957 se traslada a Comodoro Rivadavia para trabajar en un prostíbulo, pero a las tres semanas volvió a Buenos Aires. En 1962 murió su padre, quien en ese momento era vicepresidente segundo del Concejo Deliberante de Lomas de Zamora.

Cuando llegué, a nadie le importó de mi dolor. Mi madre estaba con sus amistades. Mi hermana estaba con sus amistades. Me quedé sola en la cocina, llorando. Ninguno se compadeció del dolor qué yo sentía por haber perdido a mi padre. Pero más qué dolor era remordimiento. A mi padre lo perdí cuando lo lastimé tanto con el falso testimonio que le levanté en los tribunales durante el juicio de insania.

### V. Los oficios honrados
Hacia mediados de la década de 1960 se enamora de una monja francesa, que le dijo que ella no podía aceptar y decide emprender un «empleo honesto» como lustrabotas den Mendoza, donde recuerda recibir «consejos» masculinos para dejar ese oficio por no ser decoroso para una mujer:

Yo pienso que el machista veía en mí, a su mujer, a sus hijas, a su novia, haciendo cosas no decorosas, es decir teniendo la posibilidad de ganarse la vida por sí mismas y con ello escapando a la dominación del macho... me demostré que los que hacen los llamados trabajos honrados, están desprotegidos. El usurero, el explotador de obreros, tienen su protección: abogados, procuradores, todo el aparato estatal. Y me di cuenta que la prostitución entraba también, por estar desprotegida, dentro del campo de los trabajos honrados.

### VI. La mano en la mano
Cuenta su primera relación sexual con otra mujer, cuando estaba en Catamarca, con una vecina que era esposa del amigo de su esposo.

Estábamos en la pieza planchando. De golpe ella deja de hacer lo que estaba haciendo y mirándome fijo me dice: —¿Vos nunca has hecho el amor con una mujer? Le contesté que no. Temblaba. Me había dado cuenta cuál era la atracción que sentía por mi vecina. Fuimos a la cama e hicimos el amor. Yo gocé tremendamente, como no había gozado nunca con mi hombre.

En 1965 estuvo en Chile, trabajando también en un prostíbulo, donde fue detenida por robo y trasladada a una cárcel, donde se enamoró de otra reclusa. Allí comenzó a tomar alcohol y emborracharse. El deterioro de su condición la llevó a ingresar en Alcohólicos Anónimos.

Además de curarme de mi alcoholismo, los Alcohólicos Anónimos me devolvieron la fe en los hombres. Por eso creo que las cosas en el mundo pueden cambiar, van a cambiar. Porque el mundo está enfermo por falta de amor.

### VII. Geografía del cuerpo
El relato interrumpe el orden cronológico que había mantenido hasta este momento.

Ahora quiero hablar de mi cuerpo. Voy a hablar de mi cuerpo tan golpeado, castigado, manoseado, azotado, bañado con agua fría, torturado por las inyecciones, por los golpes eléctricos, por los brebajes médicos, por el alcohol. Pero también voy a hablar de mi cuerpo como el instrumento que me ha permitido gozar, comunicarme con quienes quiero, experimentar las sensaciones más inefables. Voy a hablar de mi cuerpo que fue joven y hermoso y que ahora comienza a envejecer, de mi carne, de mi boca, de mis labios, de mis ojos, de mis pechos tan firmes hasta hace poco y que ahora comienzan a ponerse flácidos. Y voy a hablar de mi sexo. Mi cuerpo cobra sentido, es algo para mí, cuando sufre o cuando ama, cuando goza o cuando lo castigan. Sólo entonces lo siento. Sin el castigo o el goce es algo neutro, como los zapatos, el vestido, o la cartera que llevo puestos.

En una época que el lesbianismo y la masturbación femenina eran tabú, Kelly se explaya abiertamente:

He tenido relaciones sexuales con hombres y con mujeres. Si realmente me sentí atraída por un hombre o por una mujer, la intensidad de la relación estaba relacionada con la intensidad de la atracción y no con el hecho de que quien me atraía fuera hombre o mujer... Yo comencé a masturbarme a los 13 años. Todavía me sigo masturbando. Tengo mi zona erógena localizada en el clítoris. Cuando tengo relaciones, seacon un hombre o con una mujer, tengo que masturbarme para llegar al orgasmo. Mi compañero, o mejor dicho con el que fue mi compañero hasta hace unos meses, entiende y me acepta que haga eso. Cuando él me penetra yo me acaricio mi zona erógena. Estamos habituados y conservamos el ritmo dela cópula.

### VIII. El desprecio
El relato se concentra en «los clientes», los diferentes tipos de clientes y de gustos sexuales, pero sobre todo en el sentimiento de desprecio que la familia, la sociedad y los clientes le transmiten.

Cuando me hieren con el desprecio siento que me vuelvo de madera, de metal. Algo se rompe en mí, de pronto, y de pronto me brotan las defensas. Siento que la piel se me pone dura. Nada puede traspasar esa piel hasta hace poco frágil y dispuesta y ahora llena de escamas de acero. Siento que toda mi piel se convierte en un caparazón. Yo soy como una tortuga que mira desde el fondo de su caparazón a ese ser, hasta hace poco tan cerca, y ahora muy lejano, transformado por su desprecio en un extranjero, en un desconocido. Y siento ganas de llorar de rabia, de impotencia.

### IX. La historia de Horacio
Horacio es un joven al que Ruth conoció hace casi dos años, con una historia de vida parecida a la suya, pero los celos de ella y la presencia de otra mujer frustran la relación. 

Creí haber encontrado, por fin, el hombre de mi vida. Le propuse que fuéramos a vivir juntos. Yo tenía mi casita en Florencio Varela.... Hasta el momento de conocerlo a Horacio nunca, tuve problemas con mi oficio de prostituta. Desde que lo conocí, el acostarme con otros hombres me resultó doloroso. No quería ir con otro hombre que no fuera él, ni por todo el oro del mundo. Cuando alguien me acariciaba, cuando alguien, que no era él, me manoseaba, sentía a mi cuerpo como lo siento cuando estoy enferma, cuando me hieren físicamente, en su signo negativo. No puedo soportar que me toquen. El único que puede tocarme es él.

### X. La realidad y el sueño
Ruth reflexiona sobre sus sueños angustiosos, violentos:

A veces creo que he soñado y que despertaré a una otra realidad más tranquila, más agradable, más placentera de lo que me ha tocado vivir. Muchas veces no sé si todo esto lo he vivido o lo he soñado. A menudo tengo pesadillas tan angustiantes como los hechos que he vivido.

### XI. Con segura esperanza
El capítulo final del testimonio de Ruth se concentra en su mirada esperanzadora hacia el futuro, de base religiosa protestante, 

Los que no tienen nada, esos no tienen miedo. Son los seres más libres. Junto con la proliferación de bienes, aumenta el número de miedos. Toda esta sociedad se basa sobre millares de miedos, grandes y pequeños. Alguien, los que gozan del estado de cosas, se encargan de fabricar toda una serie de miedos para que la gente no sea libre... Pero todo esto no seguirá siendo así por los siglos de los siglos. Cambiarácon la segunda venida de Jesús. Está en las Escrituras. Cuando venga el Amigo,el mundo se hará de otra forma.